# Thingumybob
Thingumybob (englisch für: Eigenname Thingumybob) ist ein Lied der britischen Brassband Black Dyke Mills Band, das 1968 als Single A-Seite veröffentlicht wurde. Komponiert wurde es von Paul McCartney und unter der Autorenangabe Lennon/McCartney veröffentlicht.

## Hintergrund
Thingumybob wurde von Paul McCartney als Titelmelodie der gleichnamigen Yorkshire-Television-Comedy-Serie geschrieben, die ab August 1968 ausgestrahlt wurde. Die Aufnahme mit der Black Dyke Mills Band fand am 30. Juni 1968 in Saltaire in der Nähe von Bradford statt, wobei McCartney auch die Session produzierte. Neben Thingumybob nahm die Brassband noch Yellow Submarine für die B-Seite der Single auf. McCartney wurde von den Apple-Mitarbeitern Derek Taylor, Peter Asher und Tony Bramwell sowie dem New-Musical-Express-Reporter Alan Smith nach Yorkshire begleitet.
Derek Taylor sagte dazu: „Vom aufregenden London zum industriellen Bradford im Norden, wo er [McCartney] in einer alten Stadt die Black Dyke Mills Band in ihrer Heimatstadt aufnahm. Die Ergebnisse sind stark und erstaunlich zeitgemäß, denn innerhalb des Songs gibt es diese seltsamen, einzigartigen Akzente des Beatle-Flairs.“
Paul McCartney sagte im Juli 1968 zu den Aufnahmen: „Sie sind fabelhaft. Diese Band spielt die Art von Musik meines Vaters. Aber trotzdem hat mir die Session so gut gefallen, dass ich gerne ein weiteres, größeres Stück mit einer Blaskapelle machen würde.“
Am 26. August 1968 wurde die Single Thingumybob mit der B-Seite Yellow Submarine in den USA veröffentlicht. In Großbritannien erfolgte die Veröffentlichung am 31. August 1968 unter der Katalognummer Apple 4.
In den Niederlanden hatte die Single ein Bildcover, das Paul McCartney mit seiner Hündin Martha umringt von den Mitgliedern der damaligen Black Dyke Mills Band zeigt. Thingumybob war eine der vier ersten Singles, die von Apple Records veröffentlicht wurden und wurde auch in einer limitierten Pressemappe mit dem Titel Our First Four in Großbritannien herausgegeben. Die vier ersten Apple-Singles waren:
- Hey Jude / Revolution von den Beatles – Apple 1
- Those Were the Days / Turn, Turn, Turn von Mary Hopkin – Apple 2
- Sour Milk Sea / The Eagle Laughs at You von Jackie Lomax – Apple 3
- Thingumybob / Yellow Submarine von Black Dyke Mills Band – Apple 4

Thingumybob konnte sich nicht in den britischen Charts platzieren, es ist aber nicht die einzige Lennon/McCartney-Komposition, die sich nicht in den britischen Charts platzieren konnte. 1963 hatte Tip of My Tongue mit Tommy Quickly und 1964 One and One Is Two mit The Strangers with Mike Shannon ebenso keinen Charterfolg.

## Etcetera
In mehreren Quellen wird behauptet, dass Etcetera eine Variation des Liedes Thingumybob sei, diese Behauptung ist aber nicht nachweisbar, da Etcetera bisher nicht veröffentlicht wurde.
Etcetera wurde am 20. August 1968 in den Londoner Abbey Road Studios (Studio 2) während der Aufnahmen zum Album The Beatles mit dem Produzenten George Martin aufgenommen. Ken Scott war der Toningenieur der Aufnahmen. Paul McCartney nahm einen Take auf. In einer achtstündigen Aufnahmesession zwischen 20 und 4 Uhr wurden neben Etcetera noch das Lied Wild Honey Pie aufgenommen und Overdubs für Mother Nature’s Son eingespielt.
Besetzung:
- Paul McCartney: Akustikgitarre, Gesang

Nachdem McCartney die Aufnahme angehört hatte, nahm Chris Thomas, George Martins Produktionsassistent, das Tonband an sich.
Alan Brown, ein Toningenieur, erinnerte sich: „Das war ein sehr schönes Lied. Ich erinnere mich, dass es eine Ballade war und das Wort ‚etcetera‘ mehrmals im Text stand. Ich habe es nur zweimal gehört: als er es aufgenommen hat und als wir es ihm vorgespielt haben. Das Band wurde weggenommen und ich habe seitdem noch nie davon gehört.“
Paul McCartney erinnerte sich in seiner Biografie Many Years From Now ebenfalls an das Lied: „Ich kannte Marianne [Faithfull], also war es natürlich, dass ich irgendwann gebeten wurde, einen Song zu schreiben. Ich habe einen Song geschrieben, aber es war kein sehr guter. Er hieß ‚Etcetera‘ und es ist ein schlechter Song. Ich denke, es ist eine gute Sache, dass es einen Tod in einem Tonbandbehälter gestorben ist.“
In den ersten Jahren des 21. Jahrhunderts tauchte eine Acetatkopie in McCartneys persönlichem Archiv auf. Für die Wiederveröffentlichung des Albums The Beatles am 9. November 2018 wurde Etcetera nicht verwendet.